# Stahl- und Walzwerk Hennigsdorf

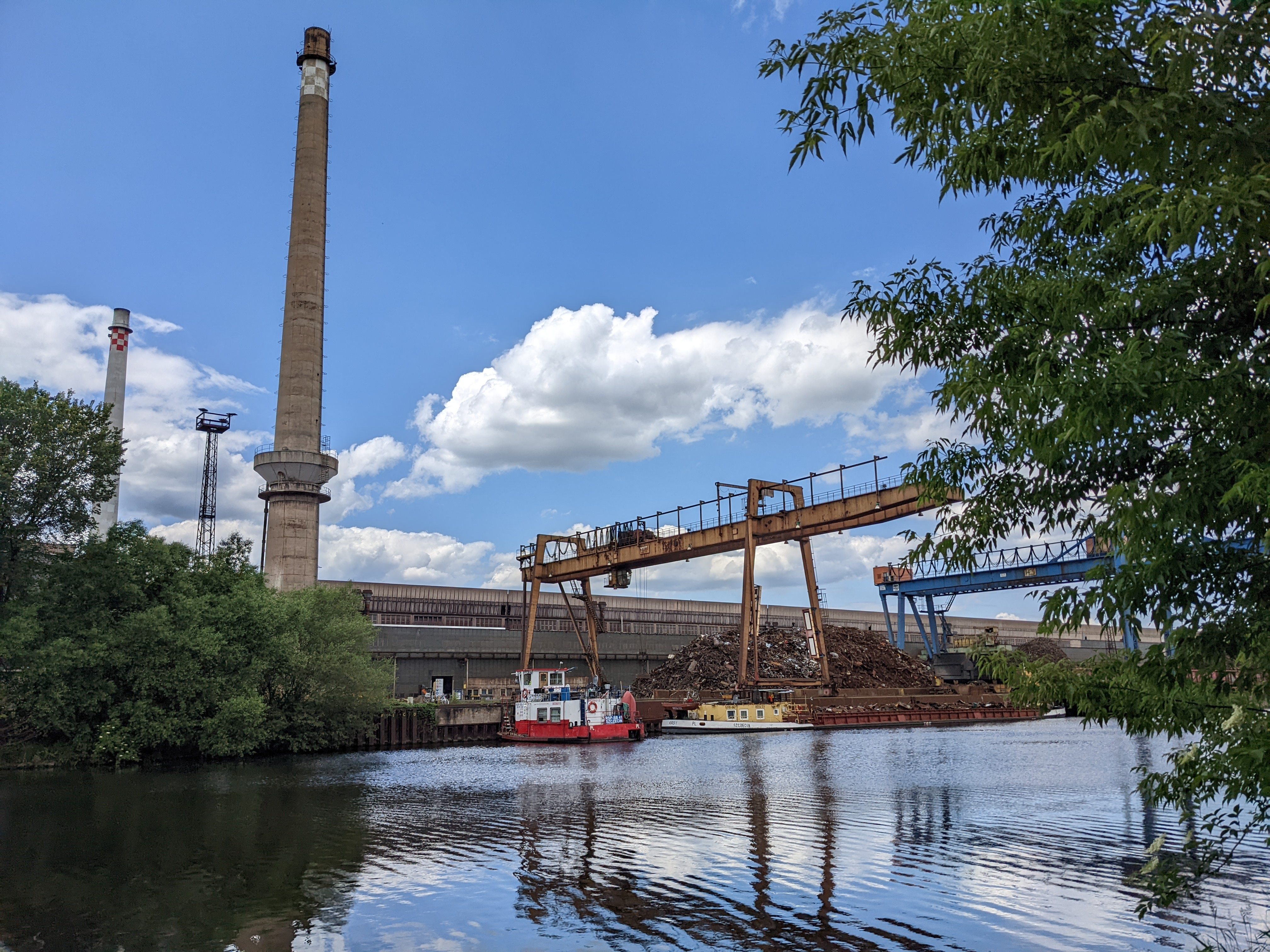
Das Elektrostahlwerk Hennigsdorf im Jahr 2022

Das Stahl- und Walzwerk Hennigsdorf ist ein großes Stahl- und Walzwerk im brandenburgischen Hennigsdorf. Es wird seit 1992 als H.E.S. Hennigsdorfer Elektrostahlwerke GmbH vom Riva-Konzern weiter betrieben.

## Geschichte

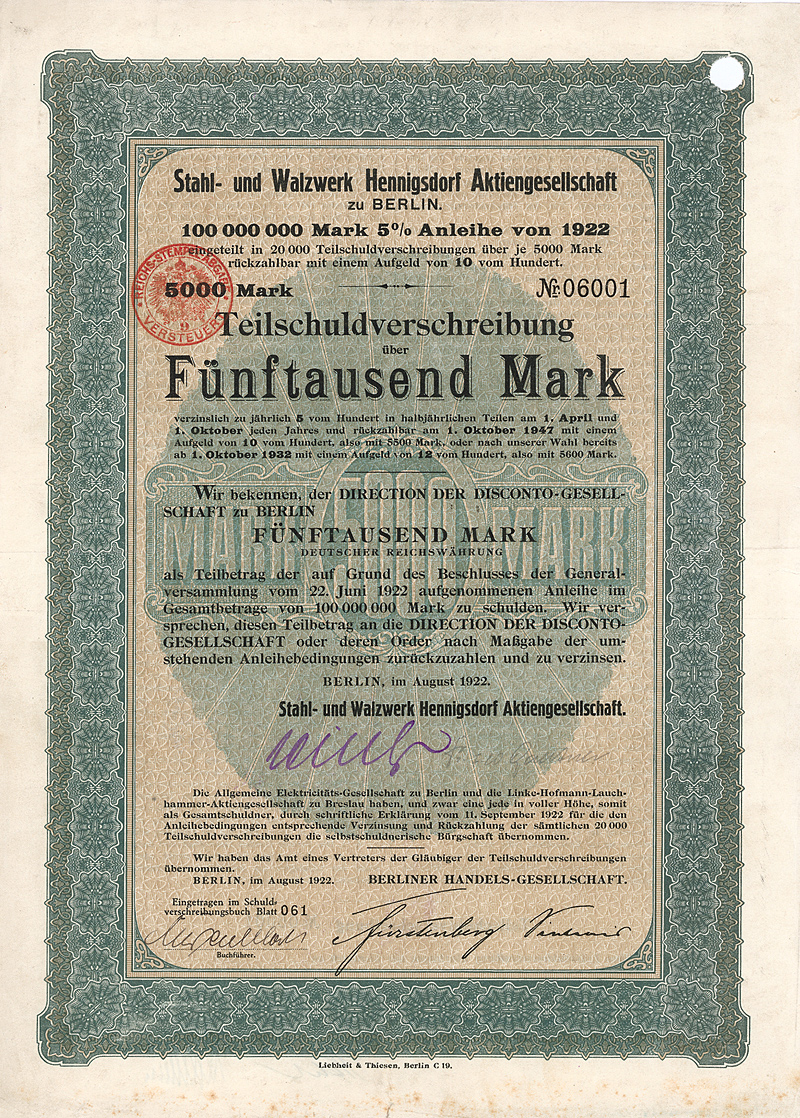
Teilschuldverschreibung über 5000 Mark der Stahl- und Walzwerk Hennigsdorf AG vom August 1922

Im Jahr 1917 fasste der Aufsichtsrat der AEG den Beschluss zum Bau eines Elektrostahl- und Walzwerkes in Hennigsdorf. Am 18. April wurde mit dem Bau begonnen. In den folgenden Jahren wurde das Werk zum „Stahl- und Walzwerk“ entwickelt, das aus vier Betrieben bestand:
1. Siemens-Martin-Werk,
2. Stahlformgießerei,
3. Walzwerk,
4. Kraftwerk.

Am 20. Juli 1918 erfolgte der erste Stahlabstich. Am 1. Oktober 1921 wurde die Aktiengesellschaft „Stahl- und Walzwerk Hennigsdorf AG“ gegründet. Am 1. Oktober ging die Fabrik in den Besitz der Mitteldeutschen Stahlwerke über. 1929 wurde das Werk als Widerstand gegen die Kürzung der Löhne hundert Tage lang bestreikt. Der Maler Jürgen Gerhard widmete diesem Ereignis 1976 einen Zyklus von Radierungen.
Während des Zweiten Weltkrieges mussten hier Häftlinge des KZ Sachsenhausen Zwangsarbeit verrichten. Nach Kriegsende wurde das Stahl- und Walzwerk gemäß dem Potsdamer Abkommen bis zum 30. Juni 1946 zu großen Teilen demontiert.
Auf Befehl der Sowjetischen Militäradministration vom Oktober 1947 wurde das entkernte Stahl- und Walzwerk als einer der ersten volkseigenen Betriebe der Landesregierung Brandenburg zum Wiederaufbau übergeben. Danach wurde das Stahl- und Walzwerk als VEB Stahl- und Walzwerk Hennigsdorf und ab Mitte der 1950er Jahre als VEB Stahl- und Walzwerk Hennigsdorf „Wilhelm Florin“ geführt. Am 12. März 1948 erfolgte der erste Stahlabstich nach Kriegsende. Im Jahre 1951 konnte das Stahlwerk den Vorkriegswert an produziertem Stahl wieder erreichen. Zu DDR-Zeiten wurde das Werk beständig erweitert. 
Am Volksaufstand vom 17. Juni 1953 beteiligten sich auch zahlreiche Arbeiter  des Stahl- und Walzwerks Hennigsdorf. Daher fand die zentrale Erinnerungsveranstaltung des Landes Brandenburg zu diesem Jahrestag im Jahr 2023 auf dem Gelände statt.
1948 wurde die Betriebssportgemeinschaft (BSG) Stahl Hennigsdorf gegründet, die Sportarten wie Fußball, Tischtennis, Boxen, Volleyball und Rugby anbot. Im Rugby wurde die BSG mit 27 Meistertiteln DDR-Rekordmeister.
Ab 1970 wurde das Werk Stammbetrieb des VEB Qualitäts- und Edelstahlkombinat (QEK). Zum 1. Januar 1979 wurde das Werk durch das Stahl- und Walzwerk Brandenburg als Stammbetrieb abgelöst.

### Privatisierung durch die Treuhandanstalt

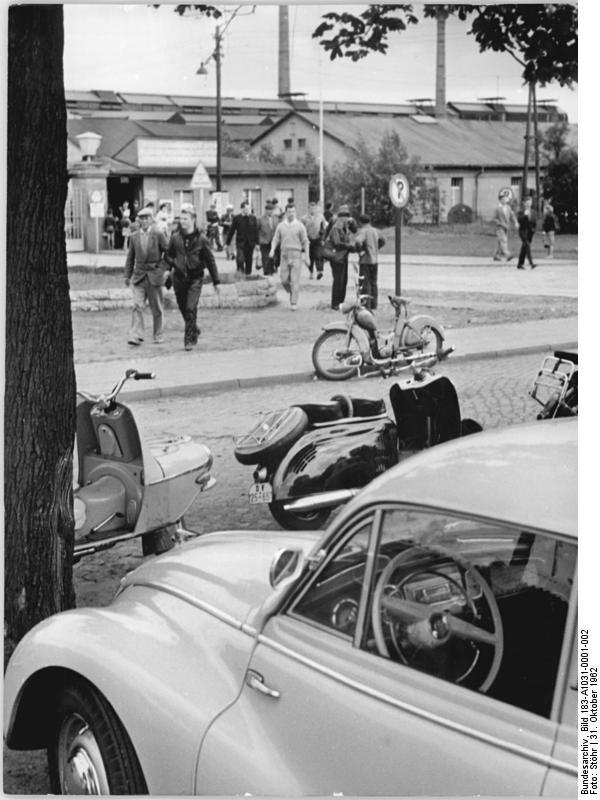
Schichtwechsel im VEB Stahl- und Walzwerk „Wilhelm Florin“ (1962)

Nach der Wende wurde das Werk durch die Treuhandanstalt in die Hennigsdorfer Stahl GmbH eingebracht und systematisch auf das Kerngeschäft zurückgeführt. Als 1991 die Treuhand das Werk zum Verkauf stellte und die Bewerber sich die lukrativen Teile herausschnitten, kam es zum Konflikt. 200 Stahlwerker zogen zur Treuhand und besetzten 13 Tage lang das Werk. Schließlich kam es zu Kompromiss und Verkauf an einen italienischen Stahlkonzern. So wurden unter anderem durch Verkauf, Bildung von Tochtergesellschaften oder Betriebseinheiten mit eigener Gewinn- und Verlustrechnung verselbständigt:
- Ziehwerk Delitzsch,
- Konsumgüterproduktion (Wohnwagen),
- Kfz-Zubehör,
- Graugießerei Velten,
- die wichtigsten Abteilungen der Hauptenergetik,
- einige Instandhaltungsgewerke (Ratiomittelbau),
- Datenverarbeitung und
- diverse Betriebseinheiten (Gärtnerei, Jugendclub, Ferienheime, Kinderferienlager, Bibliothek, Arbeiter- und Lehrlingswohnheime, …).

Das Sanierungskonzept der Treuhand sah weiterhin im Kernbetrieb die kurzfristige Stilllegung der veralteten Siemens-Martin-Öfen vor und eine Reduzierung der Belegschaft auf 3.800 im Jahr 1991.

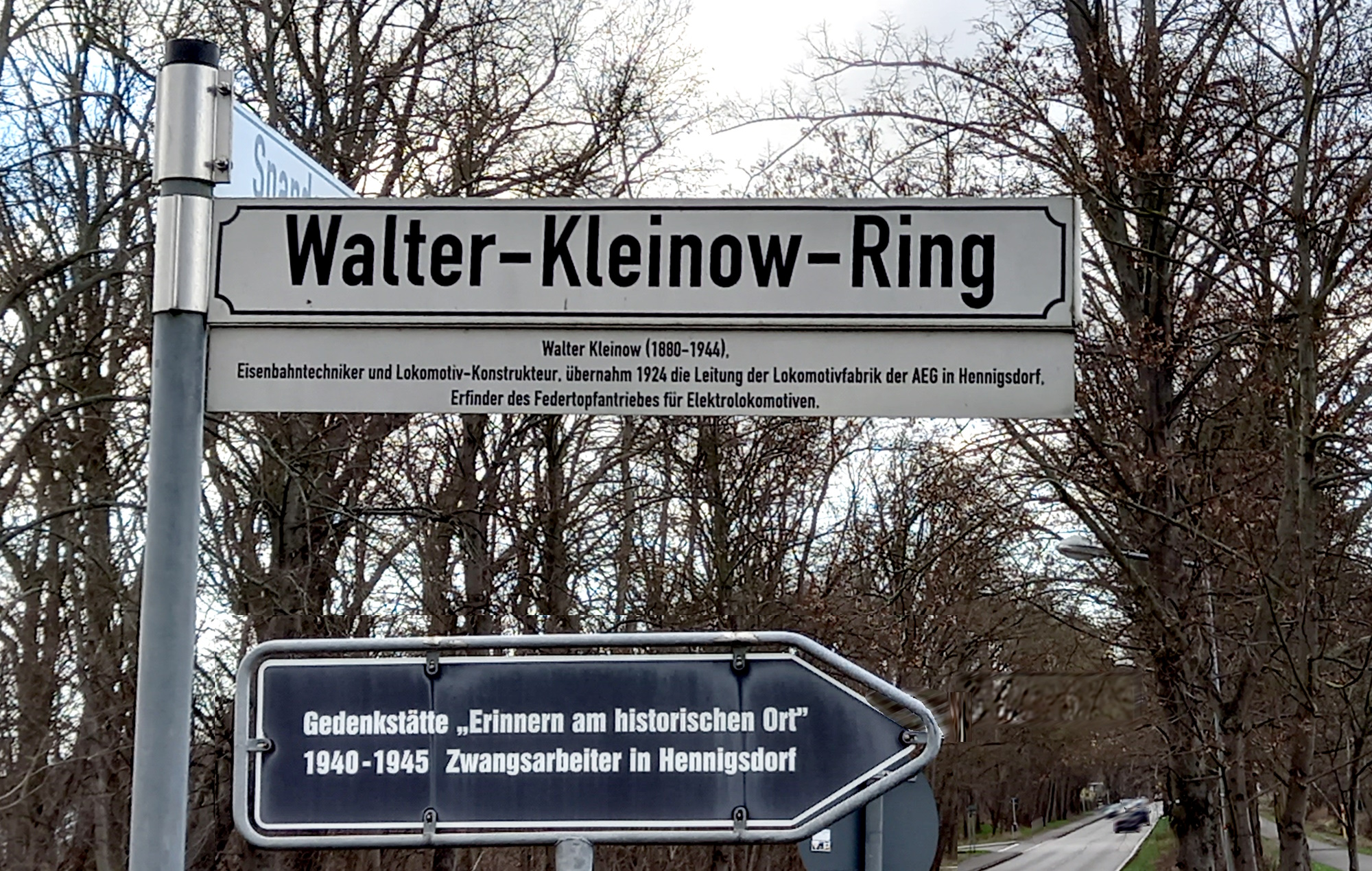
Straßenschild mit Hinweis auf die „Gedenkstätte ‚Erinnern am historischen Ort‘ 1940–1945 Zwangsarbeiter in Hennigsdorf“

Bereits 1977 hatte das „VEB Qualitäts- und Edelstahlkombinat Brandenburg“ durch Vermittlung des Anlagenbauers Danieli einen Know-how-Transfer des Riva-Konzerns erhalten. Als die Treuhandanstalt im März 1992 das Elektrostahlwerk und die Drahtstraße der „Brandenburger Elektrostahlwerke GmbH“ gemeinsam mit dem Elektrostahl- und dem Walzwerk der „Hennigsdorfer Stahl GmbH“ privatisierte, erhielt Riva den Zuschlag im offiziellen Bieterverfahren. Die „H.E.S. Hennigsdorfer Elektrostahlwerke GmbH“ (HES) wurde gegründet und in diese die erworbenen Immobilien und Anlagen der „Hennigsdorfer Stahl GmbH“ überführt. Mit der Übernahme gingen auch die – über Sozialplan der HSG bestimmten Arbeitskräfte – in die HES über. Die verbleibenden Arbeitskräfte wurden in Auffanggesellschaften vermittelt.
Riva modernisierte die Anlagen – teilweise mit Mitteln der Treuhand – durchgreifend und steigerte die Produktion innerhalb weniger Jahre erheblich, belieferte vor allem die Großbaustelle am Potsdamer Platz mit Baustahl.
Am 22. Februar 2015 behauptete Manfred Stolpe rückblickend in einer öffentlichen Rede in Potsdam: „Um den Erhalt der Stahlindustrie mussten wir uns sehr bemühen. Hier half nur Emilio Riva aus Mailand, die Standorte Hennigsdorf, Brandenburg an der Havel und Eisenhüttenstadt zu erhalten. Als Ausländer wurde er zunächst von den Arbeitern heftig abgelehnt und später wie ein Heiliger verehrt.“

## Zahlen
Produktion:
- 1929/1930 an flüssigem Stahl insgesamt 90.700 t
- 1931/1932 an flüssigem Stahl insgesamt 45.013 t
- 1934/1935 an flüssigem Stahl insgesamt 118.362 t
- 1938/1939 an flüssigem Stahl insgesamt 180.561 t.

Im Feinblechwalzwerk wurden:
- 1929/1930 49.152 t
- 1934/1935 79.115 t
- 1938/1939 125.182 t

erzeugt.
Das Stahl- und Walzwerk Hennigsdorf beschäftigte bis 1989 über 8500 Arbeiter und Angestellte. Hinzu kamen etwa 700 Auszubildende.
2007 erzeugte das Unternehmen 937.112 t Elektrostahl, im Walzwerk 767.864 t und in der Weiterverarbeitung 66.835 t. Am 31. Dezember 2007 waren bei der H.E.S. GmbH 725 Mitarbeiter einschließlich 35 Auszubildender beschäftigt. Bei einem Umsatz von rund 142 Mio. EUR wurde ein Gewinn von rund 1,9 Mio. EUR an den Riva-Konzern abgeführt.